# 马拉科夫
马拉科夫（法語：Malakoff，法語發音：[malakɔf] ⓘ），法国中北部城市，法兰西岛大区上塞纳省的一个市镇，隶属于安东尼区，其市镇面积为2.07平方公里，2022年1月1日时人口数量为30,183人，在法国城市中排名第264位。
马拉科夫位于上塞纳省东南部，北侧与巴黎十四区接壤，是巴黎南部的一个近郊卫星城，通过地铁13号线连接巴黎市区。

## 地名来源
“马拉科夫”一名来源于俄语单词，后者为俄国历史上的一个贵族家庭，其延伸的地名为。此处的“马拉科夫”来自1855年克里米亚战争中的马拉科夫战役，后者为法军在克里米亚战争中的决定性胜利。

## 历史

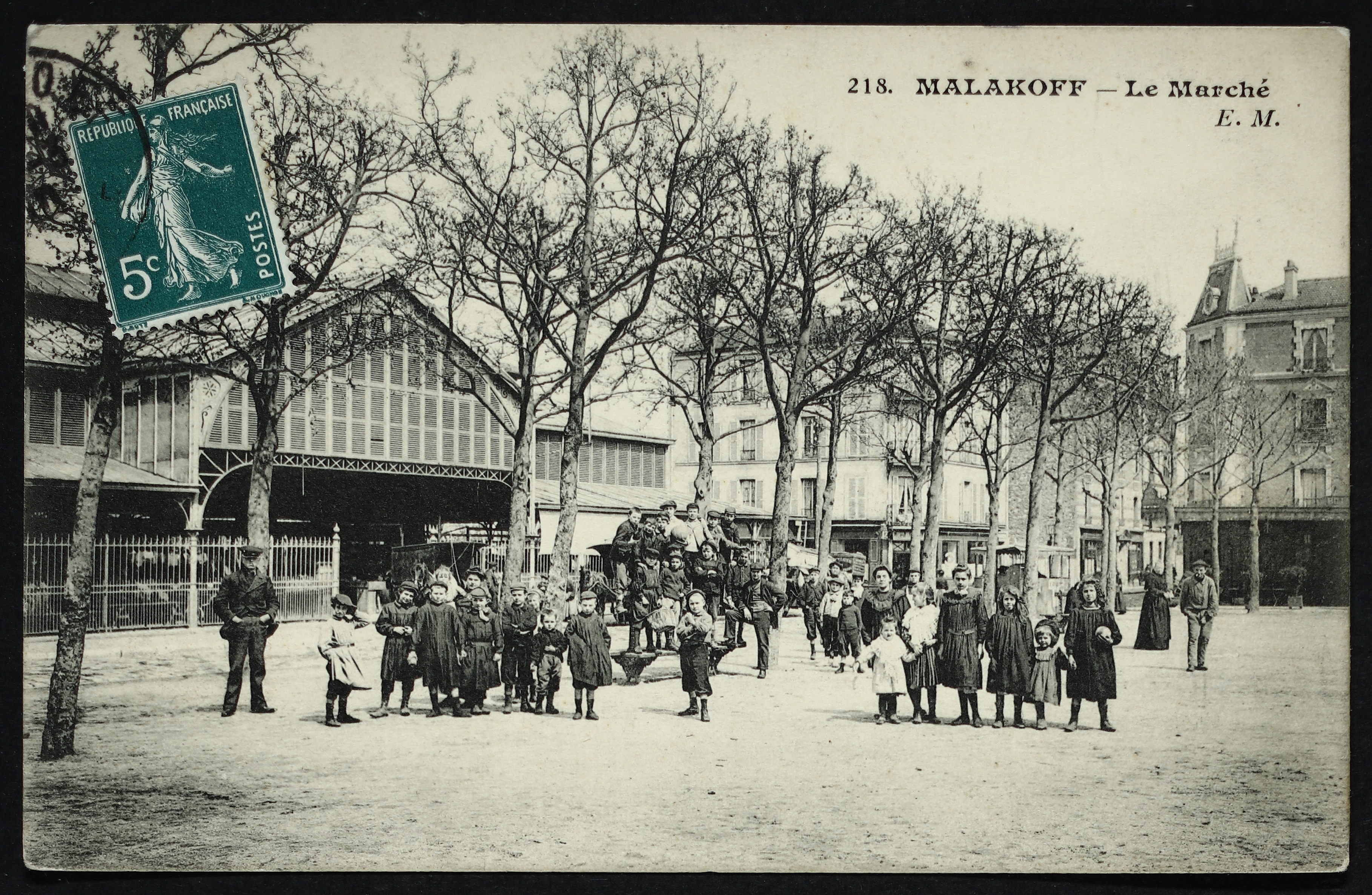
20世纪初的马拉科夫集市

马拉科夫成立于1883年，由原旺沃的部分区域独立而成。
马拉科夫所处区域历史上长期为巴黎近郊的一处普通农业村落，被称为“Petit Vanves”，法国大革命后，Petit Vanves成为旺沃市镇的一部分，成为塞纳-瓦兹省的一个市镇。工业革命期间，随着巴黎的城市扩张以及铁路的建成，马拉科夫人口数量快速增加，当地出现了一些工业部门。20世纪70年代后，当地的工业部门多搬迁或转型，马拉科夫成为巴黎近郊的一个卫星居民城。

## 地理

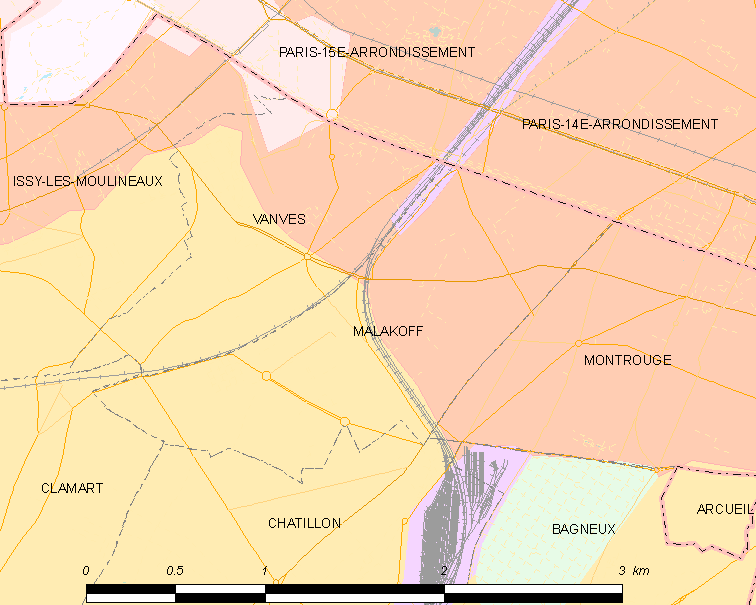
马拉科夫市镇范围地图

马拉科夫位于法国中北部，法兰西岛大区中部和上塞纳省东南部，距离省会楠泰尔大约16公里。与马拉科夫接壤的市镇包括：巴黎、蒙鲁日、沙蒂永、克拉马、旺沃。

### 地形
马拉科夫位于巴黎盆地腹地，境内以缓丘为主，市镇整体自北向南缓慢抬升，全境海拔在64到95米之间。

### 水文
马拉科夫属于塞纳河流域，其市镇范围内无大型天然地表径流流经。

### 植被
马拉科夫属于温带阔叶混交林区，市区内的主要绿地公园包括卡南公园（Parc Canin）、百岁花园（Jardin du Centenaire）等，均常年免费向公众开放。
在鲜花城市的评比中，马拉科夫被评为3星级鲜花城市。

### 气候
马拉科夫在柯本气候分类法中属于温带海洋性气候。

## 行政区划
马拉科夫是法国法兰西岛大区上塞纳省的一个市镇，编号为92046。马拉科夫隶属于安东尼区、上塞纳省第十一选区以及蒙鲁日县，同时也是大巴黎都会区的组成部分。
马拉科夫市镇被划为三个街区，并实行街区自治制度。
法国国家统计与经济研究所（简称）在进行数据统计时，将马拉科夫划入大巴黎都会区以及巴黎城市核心区，并将包括马恩河畔诺让在内的1,794个市镇设为巴黎城市区。自2020年起，巴黎城市区被包含1,929个市镇的巴黎城市辐射区代替。此外，还将马拉科夫市镇分为了11个“块区”（IRIS），以便于统计人口分布情况。

## 交通

### 公路
巴黎环城公路从马拉科夫市区北部过境，此外马拉科夫境内的道路均已完成城市化改造，配套有照明、排水、人行道等设施。
| 旺沃门内环入口 | 1 |

| 旺沃门外环入口 | 0.9 |

| 贝西门 | 7.8 |

| 奥尔良门 | 3 |

| 楠泰尔 | 14 |

| 安东尼 | 10 |

| 旺沃 | 1 |

| 让蒂伊 | 4 |

2018年，49.3%的马拉科夫家庭拥有至少一辆私人汽车。2019年，马拉科夫境内共发生各类交通事故37起，造成43人受伤。

### 对外交通
距离马拉科夫最近的长途汽车站、长途铁路车站以及民用航空站分别为奥尔良门汽车站、巴黎蒙帕纳斯站和巴黎-奥利机场，距离马拉科夫市中心的公路里程分别约2.2公里、3.4公里和13公里。

### 城市公共交通
| 途经马拉科夫境内的主要公共交通线路 |        | |
| 类型                               | 运营商 | 线路 |
| 地铁                               | RATP   | ：沙蒂永-蒙鲁日站 ↔ 马拉科夫艾蒂安·多莱街站 ↔ 马拉科夫旺沃高原站 ↔ 蒙帕纳斯 ↔ 圣拉扎尔站 ↔ 莱库尔蒂耶站/圣但尼大学站 |
| 大区铁路                           |        | ：巴黎蒙帕纳斯站 ↔ 旺沃-马拉科夫站 ↔ 凡尔赛尚捷站 ↔ 圣西尔站 ↔ 芒特拉若利站/德勒站/朗布依埃站 |
| 公共汽车                           | RATP   | 126：圣克卢公园 ↔ 马塞尔·桑巴 ↔ 旺沃市政厅 ↔ 皮埃尔·拉鲁斯-1945年5月8日街口 ↔ 皮埃尔·布罗索莱特-加布里埃尔·佩里 / 佩里·阿尔努 ↔ 蒙鲁日市政厅 ↔ 奥尔良门 191：旺沃门 ↔ 维克多·雨果 ↔ 皮埃尔·拉鲁斯-1945年5月8日街口 ↔ 艾蒂安·多莱街 ↔ 亨利·巴比斯环岛 ↔ 法比安上校 ↔ 集市 ↔ 看守广场 194：奥尔良门 ↔ 德皮努瓦 ↔ 皮埃尔·布罗索莱特-加布里埃尔·佩里 / 佩里·阿尔努 ↔ 奥居斯坦·迪蒙 ↔ 沙蒂永-蒙鲁日站 ↔ 沙蒂永中心 ↔ 卡尔诺-让·绕勒斯 ↔ 罗班松站 ↔ 沙特奈马拉布里-高级中学 323：伊西塞纳河谷 ↔ 伊西市政府 ↔ 亨利·巴比斯环岛 ↔ 加加林环岛 ↔ 沙蒂永-蒙鲁日站 ↔ 地铁勒克雷姆兰-比塞特尔站 ↔ 塞纳河畔伊夫里-甘比大 388：奥尔良门 ↔ 德皮努瓦 ↔ 皮埃尔·布罗索莱特-加布里埃尔·佩里 / 佩里·阿尔努 ↔ 奥居斯坦·迪蒙 ↔ 沙蒂永-蒙鲁日站 ↔ 皮埃尔·塞马尔-沙蒂永-蒙鲁日 ↔ 地铁吕西安·奥布拉克站 ↔ 拉雷讷堡站 391：旺沃-马拉科夫 ↔ 艾蒂安·多莱街 ↔ 沙蒂永-蒙鲁日站 ↔ 巴纽 394：伊西莱穆利诺-塞纳河谷快铁站 ↔ 克拉马站 ↔ 法比安上校 ↔ 快铁拉雷讷堡站 597：旺沃-马拉科夫站（区域环线） |
| 公共汽车                           | (N)    | N63：巴黎-蒙帕纳斯火车站 ↔ 德皮努瓦 ↔ 皮埃尔·布罗索莱特-加布里埃尔·佩里 / 佩里·阿尔努 ↔ 奥居斯坦·迪蒙 ↔ 沙蒂永-蒙鲁日站 ↔ 马西-帕莱索火车站 |
| 1.                                 |        | |

## 政治

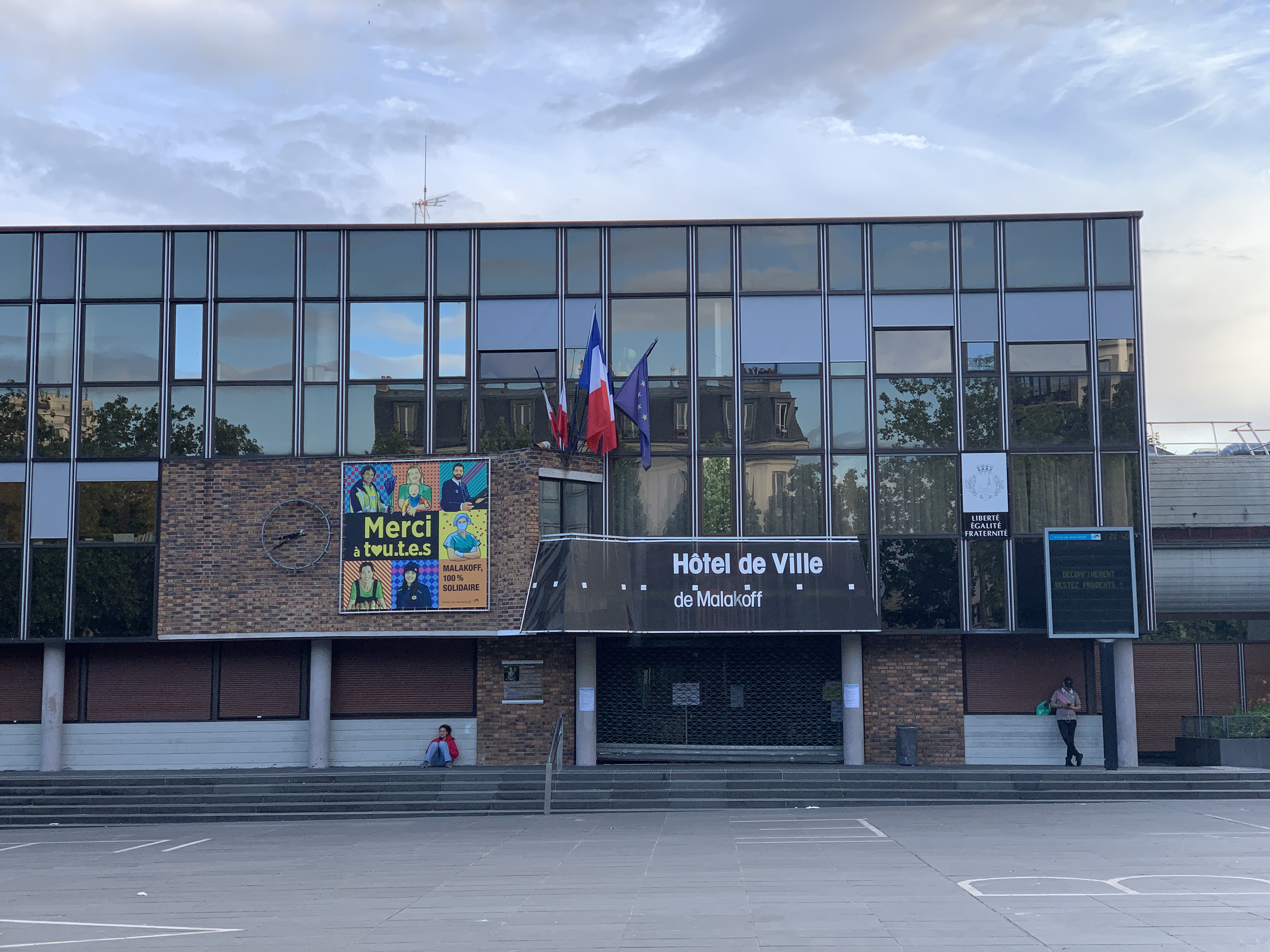
马拉科夫市政厅

马拉科夫的现任市长为雅克琳·贝洛姆女士（Jacqueline BELHOMME），她是左翼联盟的一名成员，在2020年的市政选举中获得了64.16%的支持率。
在2022年的法国总统大选中，法国第25任总统埃马纽埃尔·马克龙在马拉科夫获得了79.87%的支持率。

## 人口
2018年，马拉科夫市镇人口数量为30,711，在法国排名第264位。其中男性14,777人，女性15,934人，75岁及以上人口占5.9%，外籍人口数量为4,077人，人口密度为14,836人/平方公里，当地居民被称为（男性）或（女性）。2019年，马拉科夫境内出生361人，死亡人口171人。
| 马拉科夫1901年－2019年人口变化情况 |
|                                    |
| 数据来源：Cassini、INSEE           |

## 经济
马拉科夫是巴黎南部近郊一个卫星城。截止2022年9月，马拉科夫市镇范围内共有各类用人单位（包含自雇）5,310家，平均历史为13年，其中98.21%为中小型企业（PME），2022年9月至11月间，当地的经济活力指数为0.9%。（信息技术）、（信息技术）及（软件开发）是当地2021年营业额最高的三个企业，分别为193,126,346欧元58,590,728欧元和41,398,114欧元。

## 财政与居民收入
2020年，马拉科夫的财政收入总额为61,397,100欧元，财政支出总额为61,129,700欧元，当年的债务总额为41,293,400欧元。2021年，马拉科夫共获得3,547,076欧元的国家财政补助，比上一年减少了3.07%。
2019年，马拉科夫的人均月收入总额为3,003欧元，其中高级职员为4,374欧元，高于法国平均水平（4,230欧元）；中级职员为2,532欧元，高于法国平均水平（2,411欧元）；普通职员为1,870欧元，亦高于法国平均水平（1,740欧元）。
2018年，马拉科夫境内的青壮年（15至64岁）失业率为12.4%，当地60%的家庭拥有纳税资格，平均纳税4,976欧元，高于法国平均水平（3,910欧元）。

## 社会事务

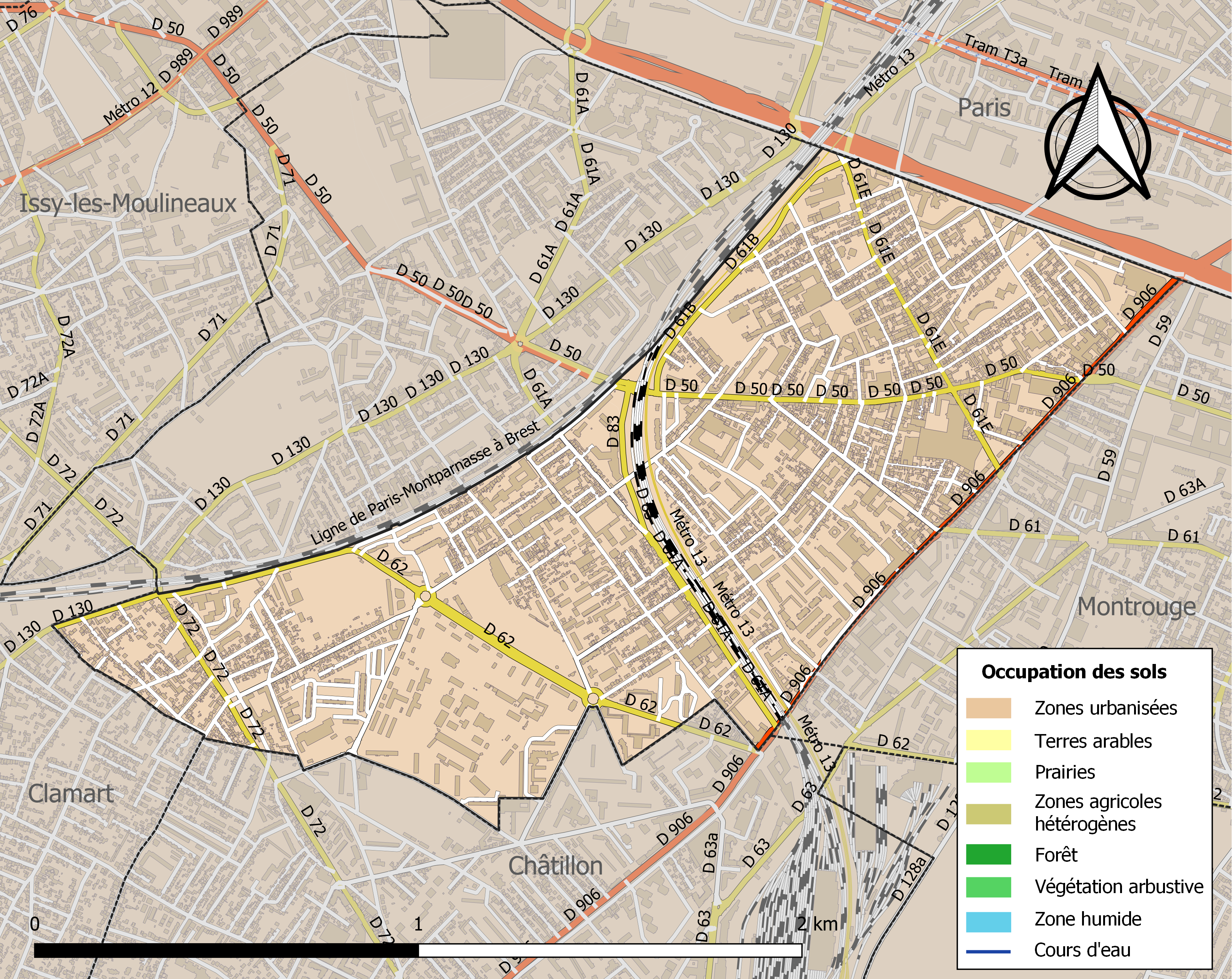
马拉科夫土地利用情况地图

### 教育
马拉科夫属于凡尔赛学区。截止2020年1月1日，马拉科夫境内共有5所幼儿园、8所小学、3所初级中学和1所职业高中。2018至2019学年度，马拉科夫境内共有在校中等教育阶段学生1,275名。

### 医疗
截止2020年1月1日，马拉科夫境内共有全科医生13名、保健师23名、牙医9名、护士11名、眼科医生2名、皮肤科医生2名和助产士2名。境内共有药房12家、养老院3家、残疾人帮扶中心2家。
距离马拉科夫最近的区域性医疗机构为位于伊西莱穆利诺境内的科朗坦·塞尔通医院，后者共设有床位505个。

### 住房
2018年，马拉科夫境内共有各类住房15,855套，其中14.0%为独立式居民区，83.9%为集中式居民区。常住房屋占马拉科夫市镇范围内居民建筑总量的91.3%。
在住房保障政策方面，2020年，马拉科夫境内共有2,997户家庭获得了住房经济补助，受益人数占总人口数量的9.8%，其中2,980份为房租补助。

### 商业
2019年，马拉科夫境内共有各类实体商铺690家，其中餐厅157家、大型超市7家、杂货店19家、面包房22家、肉铺7家、书店8家、装饰品店3家、银行门店11家、美容美发店35家、汽车维修店29家。镇中心建有Intermarché、Franprix等便民超市。

### 体育
2020年，马拉科夫境内共有1家游泳池、6间体育馆、1座综合体育场、10处网球场、2处足球或橄榄球场以及4处篮球或排球场。
截至2022年11月，马拉科夫境内共有三家注册足球俱乐部。马拉科夫市政体育联盟下属的足球俱乐部（编号512078）是当地的代表性足球队，成立于1945年，其主队2022至2023赛季参加法兰西岛大区足球联赛丙组（法国第八级别），其主场为马塞尔·塞尔当球场（Stade Marcel Cerdan）。

### 环境
马拉科夫的环境事务由其所属的大巴黎都会区负责。2019年，马拉科夫境内共有1家污染企业。

### 治安
马拉科夫所在地是旺沃警区（zone police de Vanves）的管辖范围。2020年，该警区辖区内共2个市镇累计发生各类案件2,768起，其中盗窃类案件1,834起，经济类案件315起，毒品交易类案件48起。

## 文化
2020年，马拉科夫境内共有2家剧场和1家电影院。马拉科夫市政府提供多媒体中心，向公众全年开放。

### 建筑
马拉科夫境内有多处历史建筑，其中圣母教堂、邮政厅旧址（Ancien bureau Poste de Malakoff）等为法国国家文物保护单位。

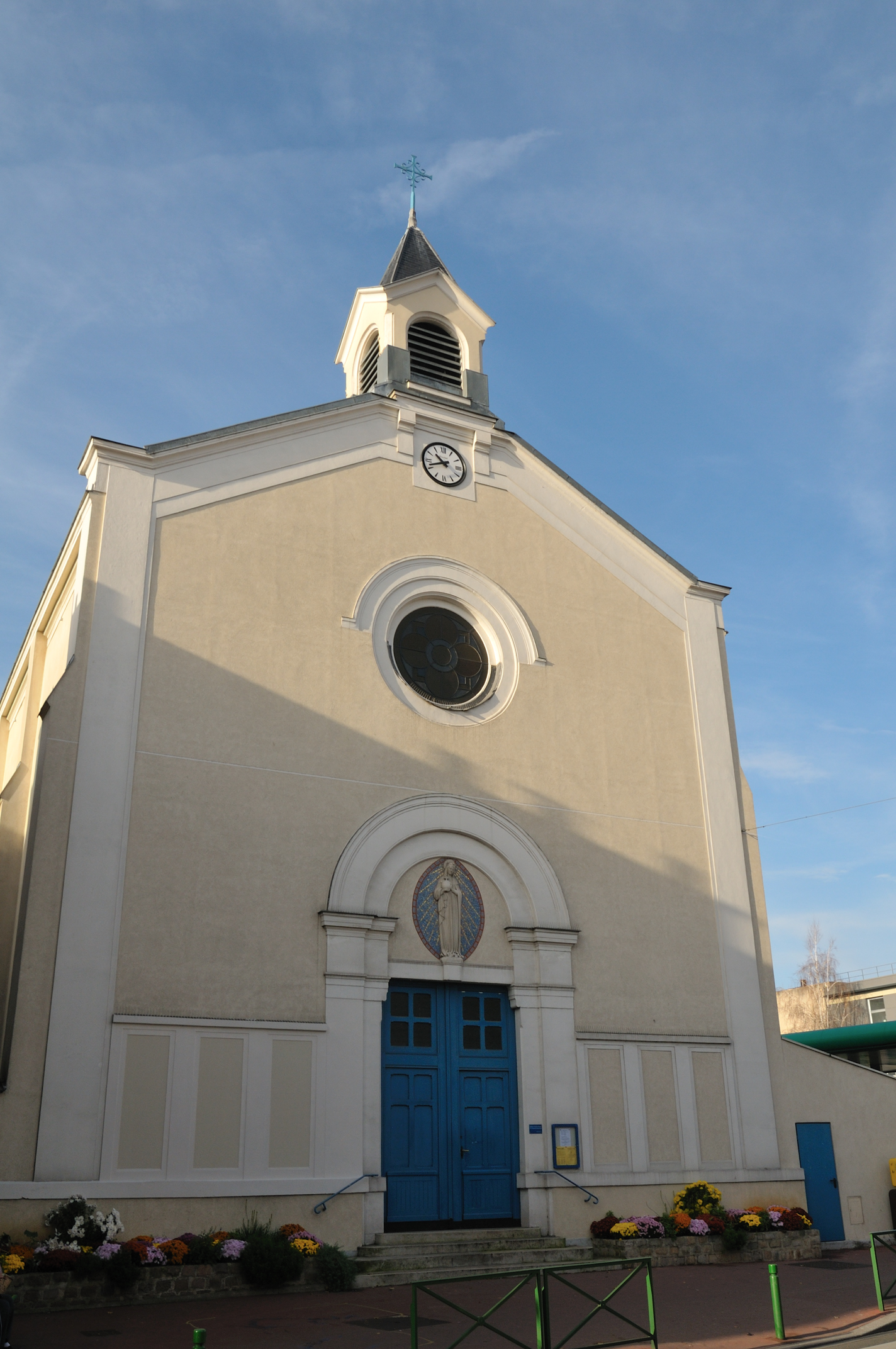
圣母教堂（法语：Église Notre-Dame de Malakoff）
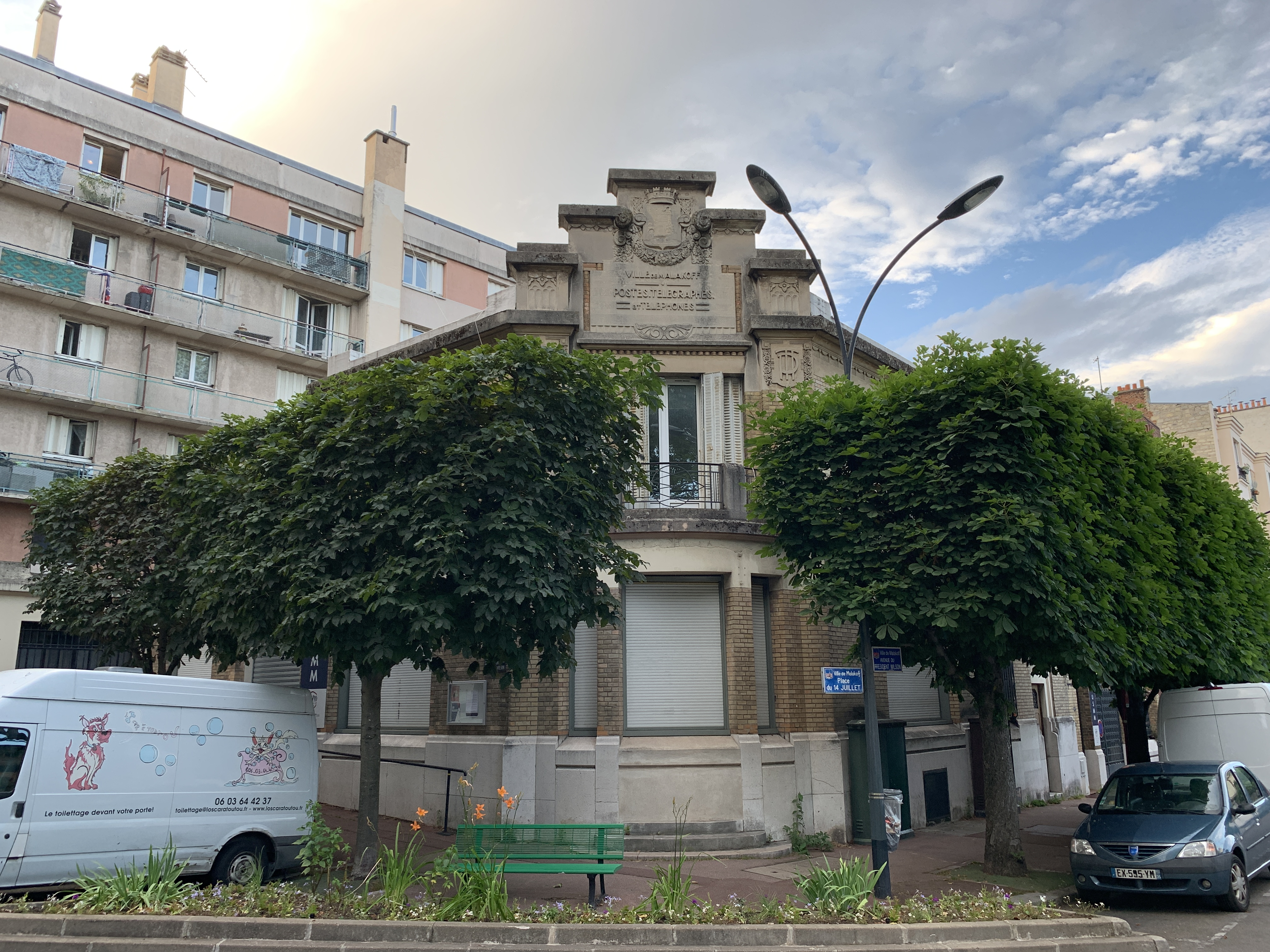
邮政厅旧址
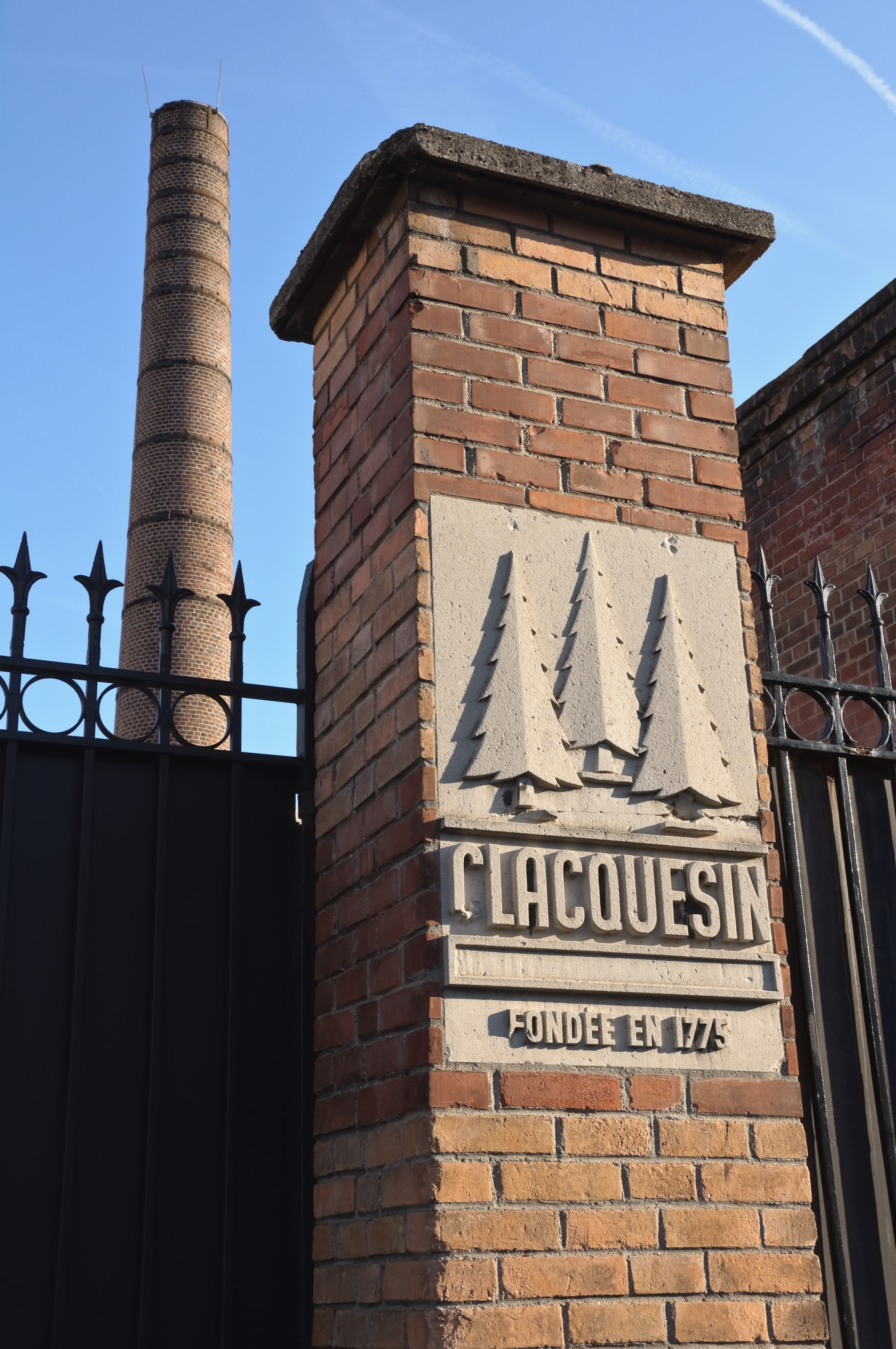
工厂旧址
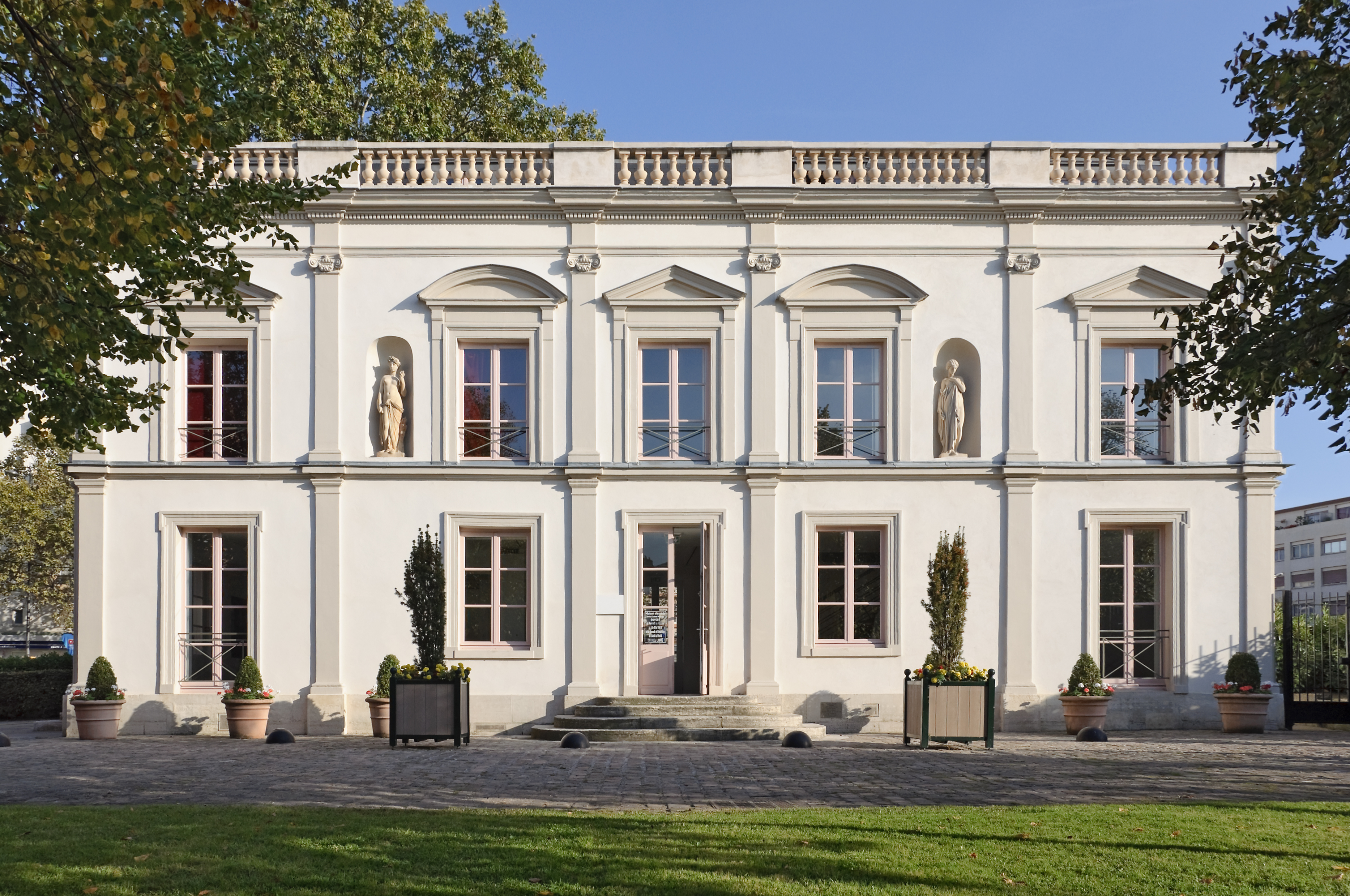
艺术宫
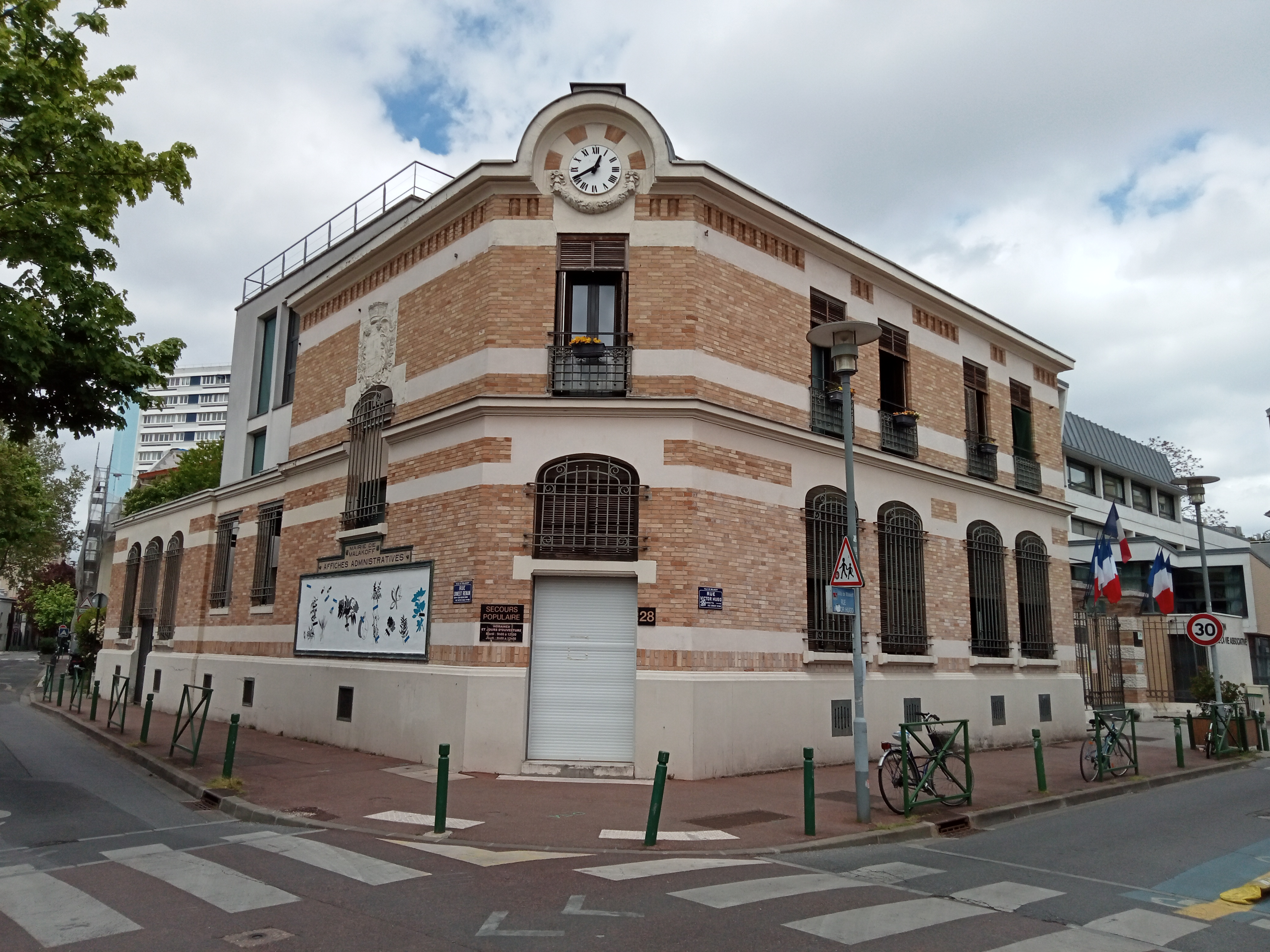
社团中心
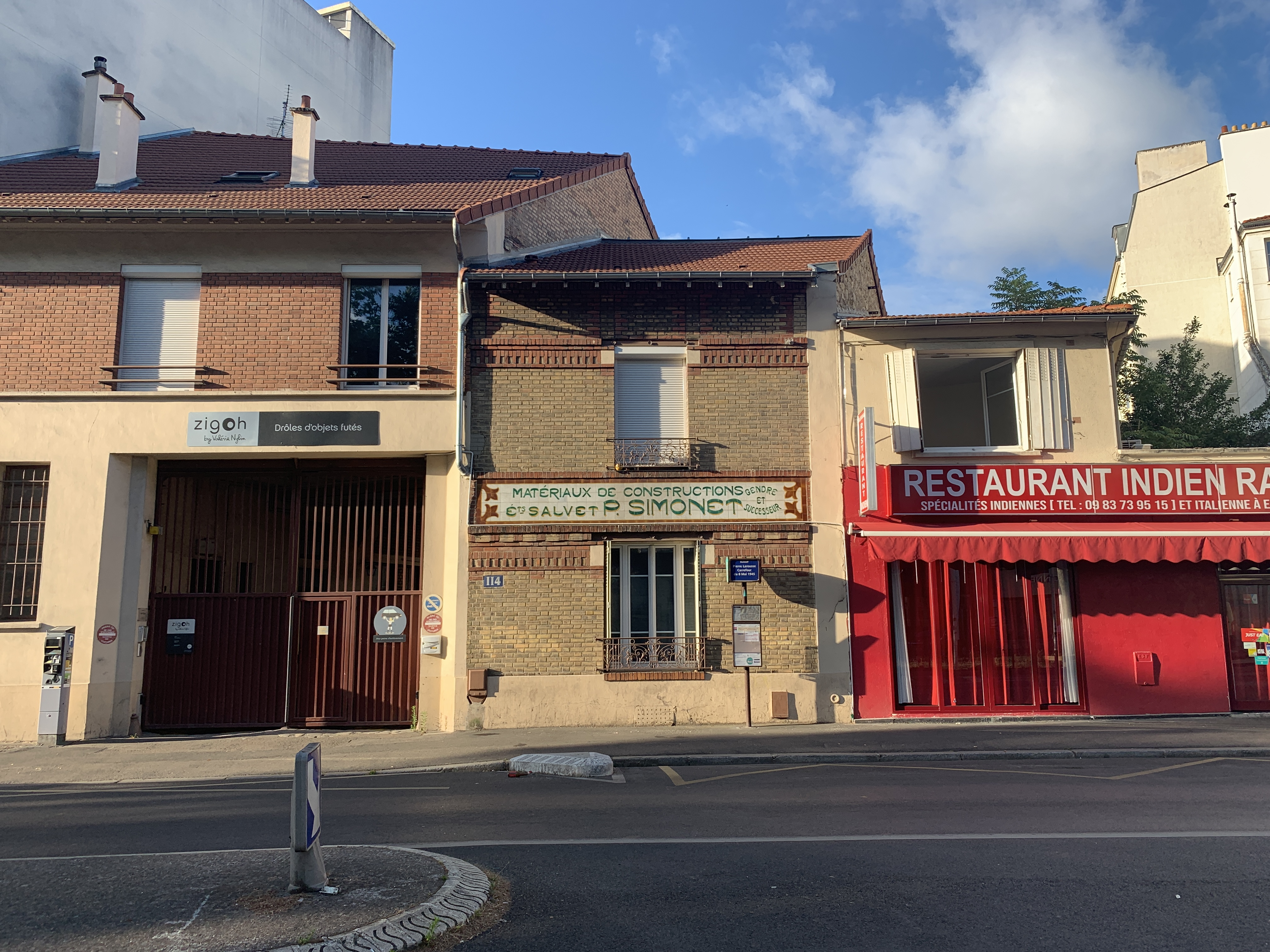
传统民居

### 旅游
马拉科夫的旅游事务由其所属的大巴黎都会区负责。2021年，马拉科夫境内共有6家酒店共计373间房间。

### 媒体
法国主要的媒体均可在马拉科夫接收，法国电视三台下属的法兰西岛大区频道在部分时段播出马拉科夫所属的上塞纳省的地方新闻。

## 友好城市
截至2023年3月，马拉科夫共与两座城市互为友好城市关系：
- 塞内加尔 Ngogom
- 義大利 科尔西科